# Gavriil Tíjov
Gavriil Adriánovich Tíjov (translitera del ruso: Гаврии́л Адриа́нович Ти́хов; 19 de abriljul./ 1 de mayo de 1875greg. – 25 de enero de 1960) fue un astrónomo soviético, pionero de la astrobiología. Está considerado como el padre de la astrobotánica.

## Semblanza
Tíjov trabajó como observador en el Observatorio de Púlkovo desde 1906 hasta 1941. Tras emprender una expedición a Alma-Ata (actualmente Almaty) para observar un eclipse solar,  decidió residir allí, convirtiéndose en uno de los fundadores de la Academia de Ciencias de Kazajistán.
Inventó un tipo de espectrógrafo que utilizaba ventajosamente el fenómeno de la aberración cromática. También diseñó una técnica consistente en situar un diafragma con forma de anillo delante del objetivo, facilitando la labor de deducir el color y clase espectral de una estrella. Fue uno de los primeros en utilizar filtros de color para aumentar el contraste de los detalles de la superficie de los planetas. Considerado el fundador de la astrobotánica cuando trabajaba en Alma-Ata, investigó la posibilidad de vida en otros cuerpos del sistema solar.

## Eponimia
Llevan su nombre:
- El cráter lunar Tikhov.[2]
- El cráter marciano Tikhov.[3]
- El asteroide (2251) Tikhov.[4]